# Chris Rogers
Christopher John Llewellyn Rogers (ur. 31 sierpnia 1977 w Sydney) – australijski krykiecista, praworęczny odbijający. Rozegrał trzy mecze w drugiej reprezentacji (tzw. Australia A), w lidze narodowej gra w drużynie Australii Zachodniej, grał w angielskiej lidze krykietowej. W 2008 zadebiutował w reprezentacji Australii, zastępując kontuzjowanego Matthew Haydena.